# NGC 616
NGC 616 is een dubbelster in het sterrenbeeld Driehoek. Het hemelobject werd op 14 augustus 1863 ontdekt door de Duits-Deense astronoom Heinrich Louis d'Arrest.